# ATV (Verona)
ATV (Azienda Trasporti Verona) S.p.A. è l'azienda che si occupa del trasporto pubblico nel veronese.
Dopo aver firmato regolare atto notarile il 23 dicembre 2006, dal 1º gennaio 2007 le aziende AMT e APTV hanno ceduto i loro rami d'azienda del trasporto pubblico e noleggio creando l'ATV S.r.l. (Azienda Trasporti Verona) con un capitale sociale di 15.000.000 di euro e con oggetto sociale la gestione dei trasporti pubblici cittadini e provinciali di Verona.
Il 30 gennaio 2025 l'assemblea straordinaria ha deliberato la trasformazione della società da S.r.l. a S.p.A.

## Storia
Nel 1935 la gestione del trasporto pubblico del comune di Verona venne affidato alla società SAER, rapporto che cessò nel 1955 quando la gestione passò all'AMT (Azienda Municipalizzata Trasporti) che assunse i servizi ed entrò in attività l'anno successivo. Il 2 gennaio 1962 nacque invece l'APT (Azienda Provinciale Trasporti) che andò a gestire tutte le linee della provincia di Verona. L'AMT divenne una società per azioni il 1º ottobre 2000 cambiando nome in Azienda Mobilità e Trasporti. Gestì il trasporto urbano del comune di Verona fino al 31 dicembre 2006. L'AMT gestisce tuttora i parcheggi all'interno delle città e il patrimonio immobiliare degli uffici, delle officine e del deposito autobus urbani di Porta Vescovo e conta circa 50 dipendenti, la maggior parte dei quali sono accertatori della sosta che verificano il pagamento della sosta. ATV ha la propria sede legale ed amministrativa a Verona in Lungadige A.Galtarossa 5, presso la sede storica della Autoservizi Valpantena, sede poi passata ad APT. Presso questa sede oltre alla direzione, amministrazione, uffici, si trovano alcune officine per la manutenzione degli autobus aziendali. Questa azienda detiene inoltre tutto il patrimonio immobiliare dei depositi situati nella provincia di Verona, come Domegliara, Badia Calavena, Giazza, San Giovanni Ilarione, San Bonifacio, Legnago, Villafranca, Garda, Caprino Veronese e San Zeno di Montagna. ATV possiede presso la sede AMT il deposito e l'officina degli autobus urbani. Oltre a questo deposito se ne aggiunge uno in via B.Avesani sempre a Verona per il parcheggio ed il rifornimento dei bus urbani a metano. L'APT divenne una società per azioni pochi mesi prima di AMT, il 31 ottobre 2000, quando cambiò nome in APTV (Azienda Provinciale Trasporti Verona) e andò a gestire il trasporto pubblico nella provincia di Verona e nel comune di Legnago fino al 31 dicembre 2006. La gestione di tutte le linee è passata da AMT e da APTV ad ATV (Azienda Trasporti Verona) il 1º gennaio 2007.
Il 4 giugno 2015 la Provincia di Verona mette in liquidazione APTV e la sua quota viene trasferita direttamente in capo alla provincia.
Il 16 gennaio 2017 FNM Autoservizi S.p.A. si aggiudica il 50% delle azioni messe in vendita dalla provincia di Verona a seguito del mancato esercizio di prelazione da parte del Comune di Verona altro azionista dell'azienda.

## Servizio

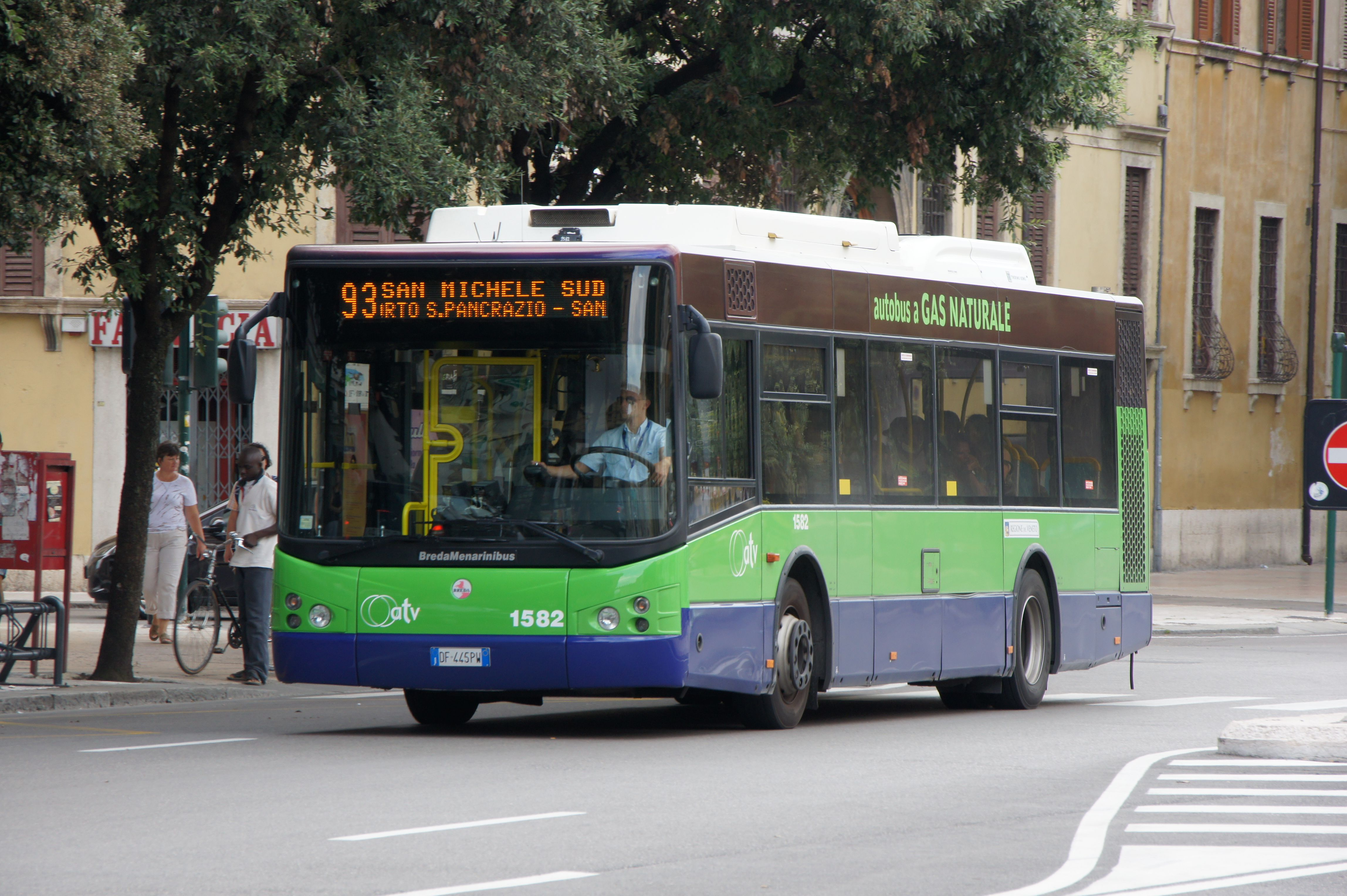
BredaMenarinibus Avancity n. 1582 in corso Porta Nuova

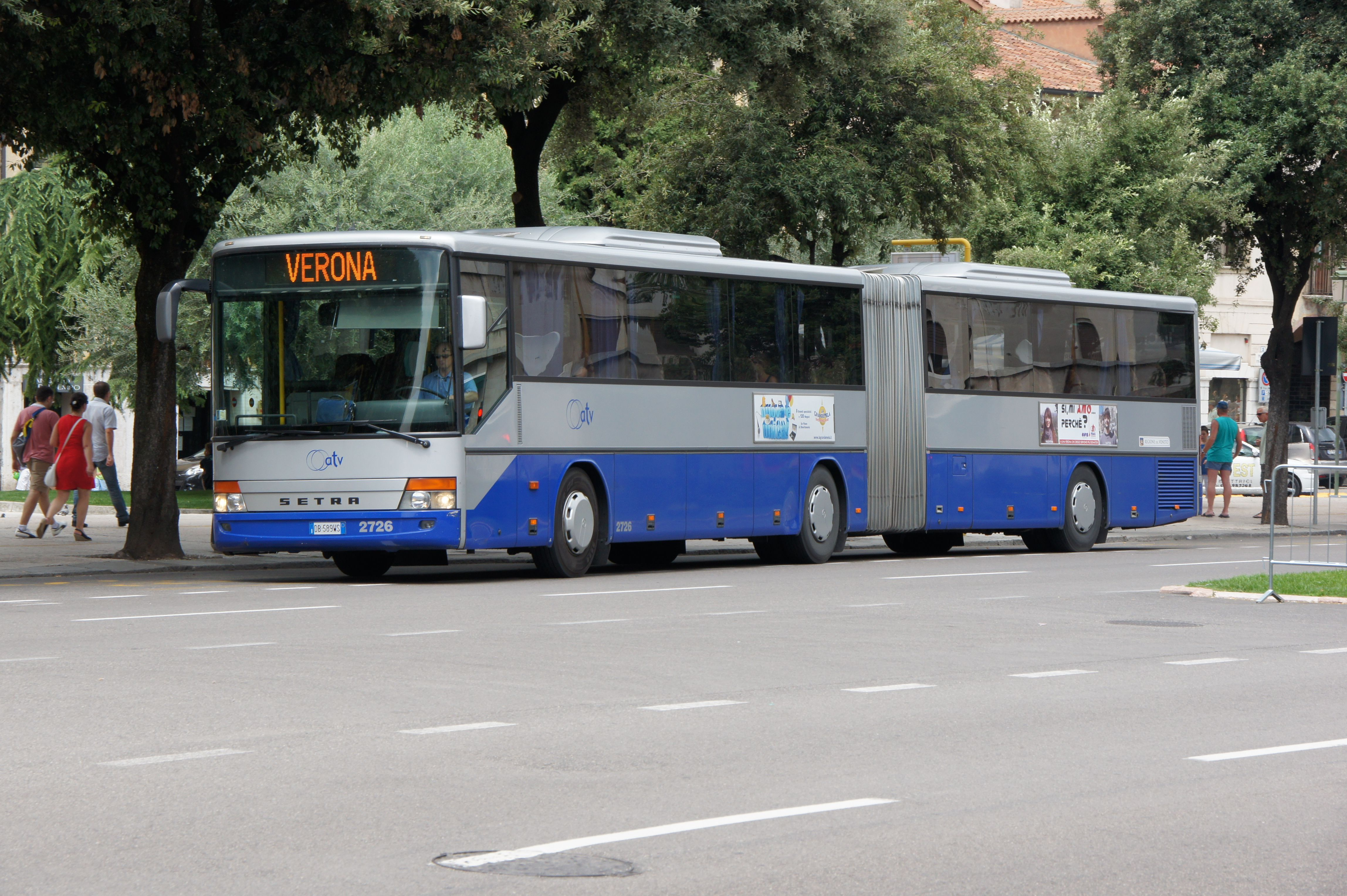
Setra SG321 UL n. 2726 in corso Porta Nuova

L'ATV gestisce circa venti autolinee urbane feriali nella città di Verona, che coprono una rete di 263 chilometri. Il servizio extraurbano è invece composto di 73 autolinee e si estende fino alle province di Trento, Mantova, Rovigo, Padova e Vicenza coprendo una rete di 4.052 chilometri. Le principali linee extraurbane sono quelle che da Verona collegano San Pietro In Cariano, Domegliara, Negrar, Fosse, Grezzana, Erbezzo, Bosco Chiesanuova, Mezzane, Velo, Giazza, Illasi, Badia Calavena, San Bortolo, San Giovanni Ilarione, San Bonifacio, Zevio, Albaredo d'Adige, Bovolone, Cerea, Legnago, Badia Polesine (Ro), Montagnana (Pd), Isola della Scala, Nogara, Castelmassa (Ro), Mantova, Villafranca, Sommacampagna, Valeggio sul Mincio, Bussolengo, Garda, Riva del Garda (Tn), San Zeno di Montagna, Caprino e Ferrara di Monte Baldo.
Nel 2013 sono state create inoltre, delle linee extraurbane "Express", il cui scopo è far giungere l'utenza dalla provincia fino a Verona con un minimo di 15 minuti fino a oltre 30 minuti di anticipo rispetto ai normali autobus di linea.
Viene gestito anche un servizio navetta tra il paese di Spiazzi, frazione di Caprino Veronese ed il Santuario della Madonna della Corona, celebre santuario situato a strapiombo sulla Valle dell'Adige.
Il servizio urbano è usufruito ogni anno da circa 38.500.000 passeggeri mentre quello extraurbano da circa 18.300.000 passeggeri.
L'azienda gestisce in occasione di eventi fieristici alcuni collegamenti tra il polo fieristico ed i principali parcheggi e il centro città.
L'azienda è da molti anni impegnata nei servizi turistici occasionali, di cui dispone una flotta di circa 20 autobus da noleggio di varie lunghezze e capacità, e servizi turistici di linea, come l'autolinea stagionale estiva che collega il Lago di Garda con Venezia e alcuni servizi di trasporto biciclette al seguito, denominati Bus&Bike, che collegano Verona con Bosco Chiesanuova e l'altopiano dei Monti Lessini fino a Malga San Giorgio, e collegamenti con bici al seguito anche dal Lago di Garda e fino a Ferrara di Monte Baldo (Linea 476) e San Zeno di Montagna (Linea 470).
Le linee stagionali invernali erano quelle che da Verona collegavano Bosco Chiesanuova e gli impianti sciistici di San Giorgio, recentemente dismessi e la linea per Folgaria-Passo Coe in Trentino, anch'essa recentemente soppressa.
L'azienda gestisce anche il servizio urbano nel comune di Legnago.
Nell'estate 2021 viene introdotta una nuova linea denominata 482 per collegare l'Aeroporto Catullo di Verona con i paesi del Lago di Garda. (Peschiera-Lazise-Cisano-Bardolino-Garda).

## Azionariato
Al 16 gennaio 2017:
- 50% da AMT S.p.A.
- 50% da Gruppo FNM

## ATV in cifre
Il parco mezzi aggiornato a Dicembre 2022 comprende un totale di 551 autobus così distribuito :
Per tipologia :
- 197 autobus adibiti al trasporto urbano;
- 31 autobus adibiti al trasporto suburbano;
- 303 autobus adibiti al trasporto extraurbano;
- 20 autobus adibiti al servizio di noleggio;

Per Classe di Emissione :
- 0 autobus a classe di emissione Euro 0;
- 0 autobus a classe di emissione Euro 1;
- 42 autobus a classe di emissione Euro 2;
- 205 autobus a classe di emissione Euro 3;
- 4 autobus a classe di emissione Euro 4;
- 125 autobus a classe di emissione Euro 5;
- 175 autobus a classe di emissione Euro 6;